# Los hijos de Alien
Los Hijos de Alien es el primer casete de la banda punk/rock argentina El Otro Yo.
En 1993 tenían un demo con dos canciones, Los pájaros y Sexo en el elevador. En ese año lanzan su primera autoproducción en forma totalmente independiente: se trató del casete "Los Hijos de Alien". Cristian repartía los casetes en las disquerías. Fue la primera edición de Besótico Récords. Un sello llamado Random, que editó a Los Brujos, Babasónicos, Martes Menta y Suárez, entre otros, los escuchó y les propuso hacer un disco grabado en un buen estudio.
En 1996 lanzan en CD "Los Hijos de Alien", con nuevos temas como Yo te Amo, EOY, Personas y Lo de Adentro, este último tema fue dedicado a Kurt Cobain, el difunto líder de Nirvana. Además contiene un remix del tema "69" (perteneciente a Mundo) en una producción de Fantasías Animadas.
Muchos del los temas del casete fueron regrabados en Traka Traka con nuevas versiones. Entre ellos se encuentran "Los Pájaros"; "Caminando"; "La Tetona"; "Que hay en tu corazón" y "Traka Traka" (este último sería directamente el nombre oficial del disco siguiente).

## Lista de canciones

### Casete (1993) y CD (1996)
1. Sexo en el elevador
2. Los pájaros
3. Caminando
4. Analía
5. Hola papá
6. La tetona
7. Traka-traka
8. Vacaciones
9. Qué hay en tu corazón

### CD (1996)
10. Yo te amo
11. E.O.Y.
12. Personas
13. Lo de adentro
14. 69 (Fantasías animadas mix)
- Datos: Q5408530